# Mimus patagonicus
El sinsonte patagón (Mimus Patagonicus), también conocido como tenca patagónica, calandria chica o calandria mora, es una especie de ave paseriforme de la familia Mimidae. Mide 23 cm aproximadamente. Se le encuentra en las provincias de Buenos Aires y Córdoba en Argentina; desde Valdivia al sur en Chile; Península Valdés; y en Cabo de Hornos, Tierra del Fuego. Algunos individuos solitarios han sido avistados en las Islas Malvinas. Su hábitat natural son los matorrales secos subtropicales y bosques degradados, aunque también habita en los bosques esclerófilos y caducifolios durante el invierno.

## Galería

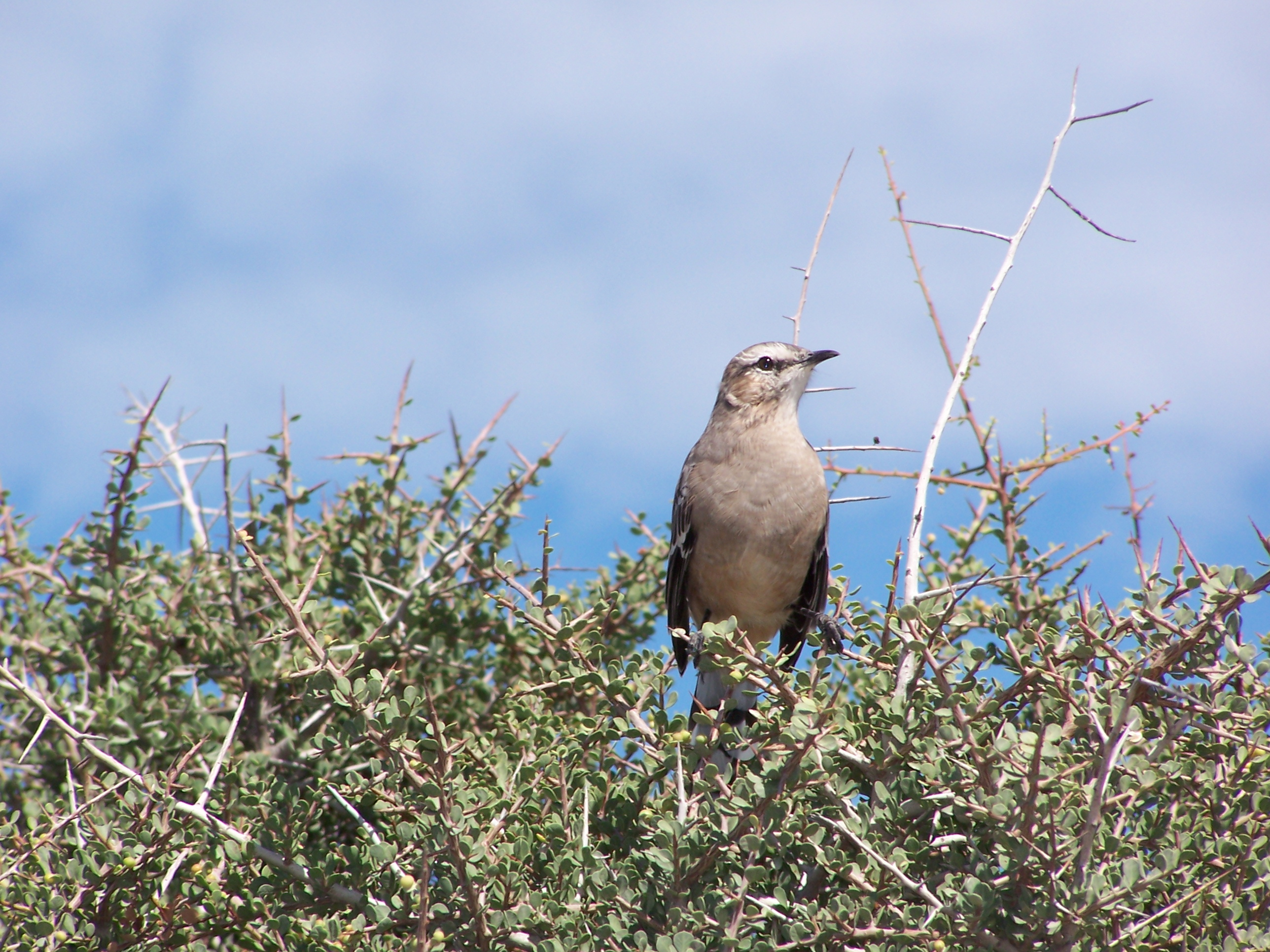
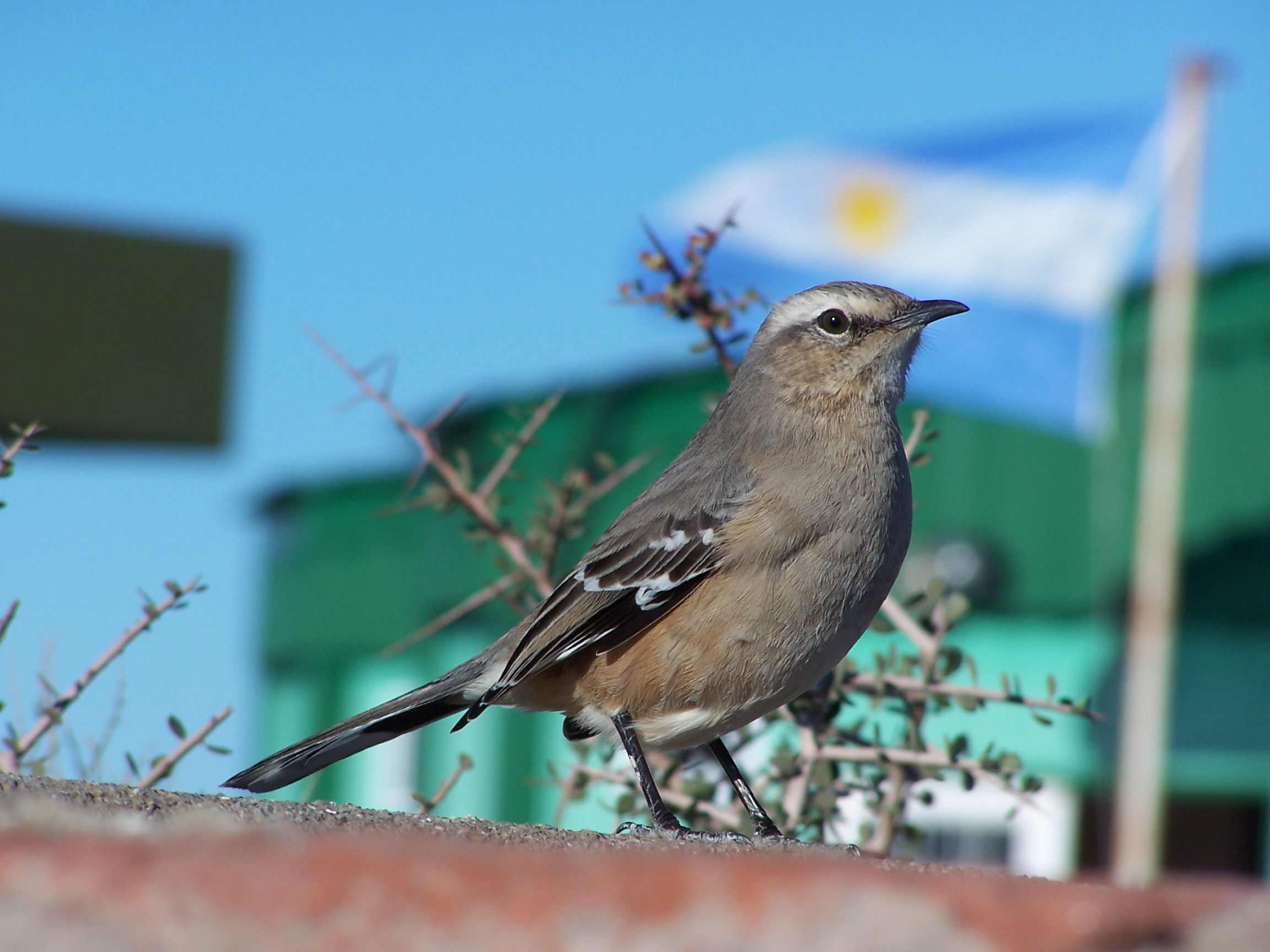
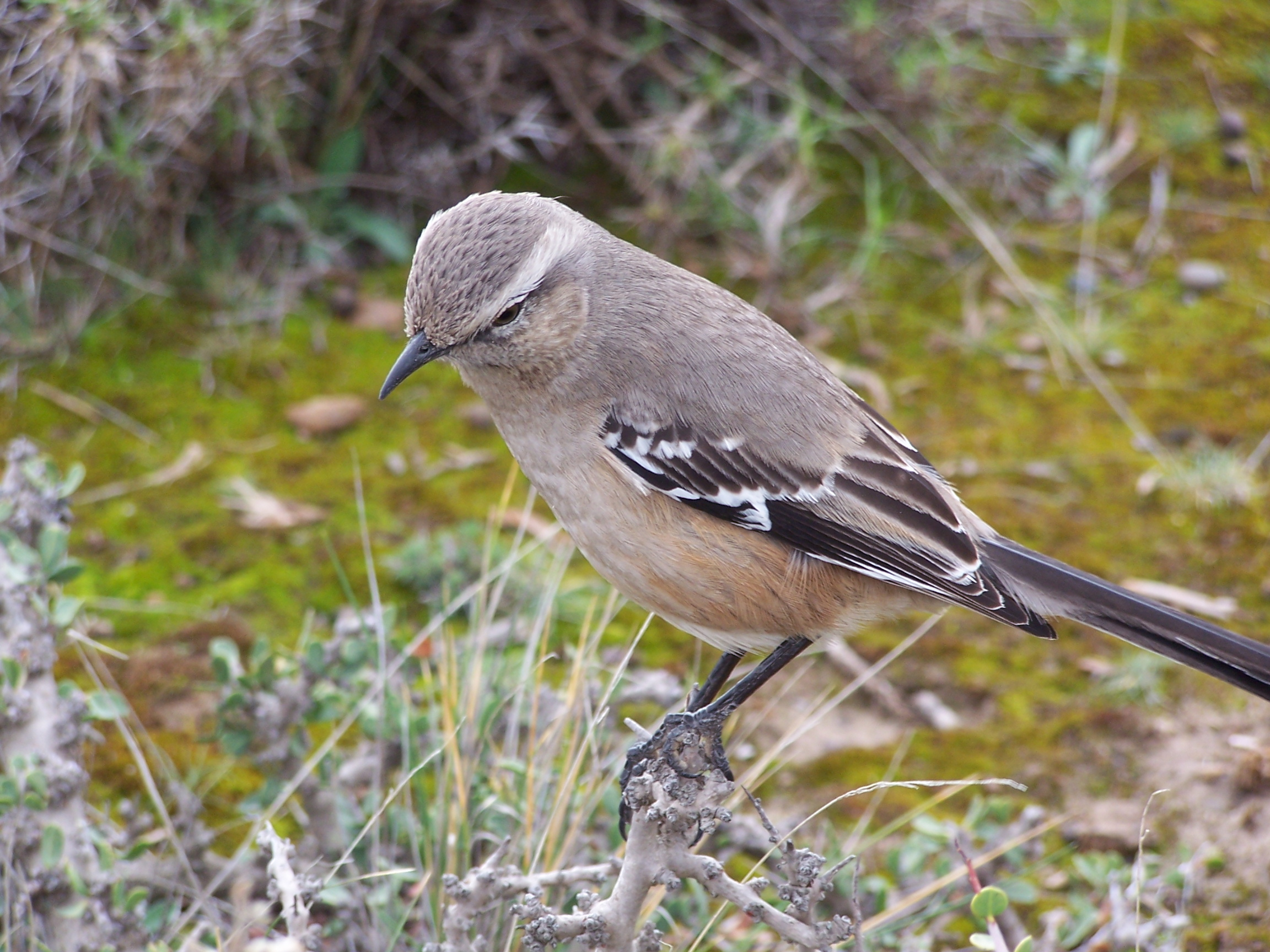